# 藤木吉松
藤木 吉松（ふじき きちまつ、1880年（明治13年）- 1965年（昭和40年）8月10日）は、日本の技術者である。

## 経歴・人物
兵庫県小野に生まれる。後に大阪市内で島根県で製造されている雲州そろばんの技術を学んだり、製造にも携わった。
これによって、1903年（明治36年）に故郷の小野で雲州そろばんの改良したそろばんの製造を始める。後にこのそろばんは「播州そろばん」呼ばれ、知名度の上昇及び普及に貢献した。